# Charte de la bouillabaisse
La Charte de la bouillabaisse est créée en 1980 pour lutter contre le service de certains restaurants ne respectant pas les recettes de cuisine traditionnelles.

## Histoire
La bouillabaisse, soupe traditionnelle de Marseille, est servie dans de nombreux restaurants du Vieux Port. L'attitude de certains établissements ne respectant pas la recette a conduit dix-sept restaurateurs marseillais à établir une charte de la bouillabaisse.

## Principe
La charte est établie selon les règles suivantes :
- le service se fait dans deux plats différents : un pour le bouillon, l'autre pour les poissons[4] ;
- les poissons indispensables sont : la rascasse[5], la vive araignée, le fielas congre, le chapon et la rascasse blanche[6],[7] ;
- les ingrédients complémentaires sont : sel, oignons, poivre, fenouil, safran, persil, huile d'olive, pommes de terre, ail et tomates ;
- la bouillabaisse doit être servie avec une sauce appelée rouille, de l'aïoli et des croûtons frottés d'ail.